# Bunga Eja
Bunga Eja is een bestuurslaag in het regentschap Sumbawa van de provincie West-Nusa Tenggara, Indonesië. Bunga Eja telt 1213 inwoners (volkstelling 2010).